# 三和シヤッター工業
三和シヤッター工業株式会社（さんわシャッターこうぎょう）は、シャッター、ビル・マンション用ドア、アルミフロント等の建材メーカー。JPX日経インデックス400の構成銘柄の一つ。
国内業界第1位で、文化シヤッター、東洋シヤッターと大手3社を構成する。1980年代から海外進出を果たし、日本・北米・欧州・アジアにおいて26か国で事業を展開している。2020年基準、シャッターの世界市場シェア1位、海外売上比率は45.9％である。
商号（社名）の『三和』とは、会社設立時の事業所を尼崎市の三和本通商店街に置いたことが命名理由。なお、同社は商号の表記において、シャッターの拗音「ャ」を大書きした「シヤッター」を採用しているが、発音は「シャッター」である。
また三和グループとは無関係である。

## 沿革

### （旧）三和シヤッター工業→三和ホールディングス
- 1956年（昭和31年） - 高山萬司が尼崎にて株式会社三和シヤッター製作所を設立。
- 1959年（昭和34年） - 三和シヤッター株式会社を設立。
- 1961年（昭和36年） - 三和商事株式会社を設立。
- 1963年（昭和38年） - 休眠会社だった株式会社三和工業所が株式会社三和シヤッター製作所・三和シヤッター株式会社、三和商事株式会社を合併し、三和シヤッター工業株式会社に商号変更し、本店を東京都新宿区新宿一丁目60番地に移転。
- 1970年（昭和45年） - 東京､大阪両証券取引市場第1部に上場。
- 1996年（平成8年） - 米国のガレージドア大手、オーバーヘッドドア社を買収。
- 2003年（平成15年） - 欧州のガレージドア大手、ノボフェルム社を買収。
- 2005年（平成17年） - 防災・防犯機器大手、ホーチキ株式会社と包括的資本業務提携を締結。
- 2006年（平成18年） - 中国鉄鋼最大手の宝鋼集団と、上海にシャッター製造・販売・施工・メンテの合弁会社を設立。
- 2007年（平成19年）10月 - 三和シヤッター工業が会社分割を実施し、分割準備会社の三和シヤッター株式会社に事業を承継させ、同時に三和ホールディングス株式会社に商号変更して、持株会社へ移行。
- 2009年（平成21年） - 大阪証券取引所上場廃止。
- 2018年（平成30年） - LIXILからLIXIL鈴木シャッター全株式を取得することを発表。公正取引委員会の承認後に、LIXIL鈴木シャッターを完全子会社とする予定[4][5]。
- 2019年（令和元年） - 鈴木シャッターを傘下に置いた。

### （現）三和シヤッター工業
- 2007年（平成19年）
  - 4月2日 - 三和シヤッター工業の子会社として、分割準備会社の「三和シヤッター株式会社」を設立。
  - 10月 - （旧）三和シヤッター工業の会社分割により、三和シヤッター株式会社が事業を承継。同時に、（新）三和シヤッター工業株式会社に商号変更。

## 主な商品
- シャッター（事業所用[6]のほか、住宅用、車庫用、窓用など）
- ドア（マンション、アパート、玄関など）
- 間仕切り
- 車庫ドア
- 雨戸
- エクステリア関連品（門扉・フェンスなど）
- 自動ドア
- 網戸[7]

など

## 提供番組
2025年04月現在
- テレビ
  - ニュースモーニングサテライト（テレビ東京系・BSテレ東）[注釈 1]
  - DRAMATIC BASEBALL（BS日テレ）
  - 東急ジルベスターコンサート（テレビ東京系・BSテレ東）[注釈 2]
  - 突撃!隣のスゴイ家（BSテレ東）
  - ヒルナンデス！（日テレ）
- ラジオ
  - オールナイトニッポン（ニッポン放送・NRN系列）
    - 星野源のオールナイトニッポン

  - JUNK（TBSラジオ）
    - 爆笑問題カーボーイ
    - おぎやはぎのメガネびいき
    - バナナマンのバナナムーンGOLD

  - 市橋有里のやっぱり走って損はない!!→市橋有里の“RUN食健美”〜ヘルシーRunning〜（四国放送）
  - 中国放送（RCCラジオ）
    - 本名正憲のおはようラジオ・8時25分交通情報 月・水曜分
    - 16時の時報スポンサー（４月～９月分）
    - 18時の時報スポンサー（１０月～３月分）
    - ヨルノバ

  - 東北放送（tbcラジオ）
    - Goodモーニング・7時28分tbc通勤情報

過去
- テレビ
  - 竹村健一の世相を斬る（フジテレビ系列で放送された討論番組で、その筆頭提供スポンサー）
  - 知っとこ!（MBS制作・TBS系列）
  - クイズ地球まるかじり（テレビ東京系列）
  - 報道特集（TBS）〜2015年3月→報道ステーションSUNDAY（テレビ朝日系・日曜夕方最新ニュースパート）※2015年4月〜2017年3月26日[注釈 3]
  - サタデープラス（MBS制作・TBS系列）〜2015年9月→たけしの健康エンターテインメント!みんなの家庭の医学（朝日放送テレビ制作・テレビ朝日系列）※2015年10月〜[注釈 4]
  - 1974年（昭和49年）4月から1975年（昭和50年）3月までFM東京（現:TOKYO FM）『三和シヤッター 歌謡曲ベスト・テン』（現:JA全農 COUNTDOWN JAPAN）の一社提供をした。